# Bulbophyllum speciosum
Bulbophyllum speciosum là một loài phong lan thuộc chi Bulbophyllum.